# Pilchowice (stacja kolejowa)
Pilchowice – nieczynna wąskotorowa stacja kolejowa w Pilchowicach, zlokalizowana w kilometrze 32,8 linii kolejowej Bytom Karb Wąskotorowy - Markowice Raciborskie Wąskotorowe Górnośląskich Kolei Wąskotorowych. W latach 1899–1945 odcinek, na którym znajduje się ta stacja, był częścią kolei Gliwice Trynek - Rudy - Racibórz. Stacja ta została otwarta w 1899 roku, a zamknięta w grudniu roku 1981. W 1945 roku wkraczający na tereny Niemiec żołnierze radzieccy podpalili budynek stacji, choć nie spłonął on wtedy całkowicie. Jego odbudowy dokonano po wojnie, nie dbając jednak dostatecznie o zachowanie form architektonicznych.